# Bukovica, Ivančna Gorica
Bukovica je naselje v Občini Ivančna Gorica.